# Jonathan Bourne Public Library
Als Jonathan Bourne Public Library ist der heutige Standort des Jonathan Bourne Historical Center im National Register of Historic Places eingetragen. Das Gebäude befindet sich im Stadtzentrum von Bourne im Bundesstaat Massachusetts der Vereinigten Staaten. Die Bibliothek selbst zog 1984 in das nahegelegene Gebäude der Bourne Grammar School.

## Beschreibung
Das ehemalige Gebäude der Jonathan Bourne Public Library steht an der Adresse 30 Keene Street ca. 180 ft (54,9 m) abseits der Straße auf einem rund 0,75 Acres (0,3 ha) großen Grundstück innerhalb eines Wohngebiets mittlerer Dichte. Nördlich der Straße fließt der Cape Cod Canal. Das Gebäude ist von einer Rasenfläche umgeben, die mit einigen Bäumen und Büschen dekoriert ist. Ein Fahnenmast und zwei Straßenlaternen, die im Bereich der U-förmigen Zufahrt zum Haupteingang stehen, wurden als nicht zur historischen Bedeutung beitragend (englisch noncontributing object) bewertet.

### Außenbereiche
Das 1896 nach den Plänen des Bostoner Architekten Henry Vaughan errichtete Gebäude ist ein gut erhaltenes Beispiel für den Architekturstil des Colonial Revival. Es ist eineinhalb Stockwerke hoch und besteht aus einem Hauptteil mit Walmdach, einem vorstehenden Eingangsbereich mit Giebeldach sowie einem 1954 hinzugefügten Anbau mit Flachdach. Das Dach des Hauptteils und des Eingangsbereichs ist mit Schindeln aus rotem Schiefer gedeckt, die mit Kehlblechen und Gratkappen aus Kupfer versehen sind. Um das gesamte Gebäude verläuft ein hölzernes Gesims, in das ebenfalls aus Holz bestehende Dachrinnen eingearbeitet sind.
Dort, wo sich die Dächer des Anbaus und des Hauptteils treffen, ragt eine auf einem achteckigen Grundstock sitzende Kuppel auf, die von Holzsäulen getragen wird und mit verschweißten, im gleichen Rotton des übrigen Daches gestrichenen Schindeln aus Metall gedeckt ist. Am höchsten Punkt der Kuppel befindet sich eine Wetterfahne. Die Außenwände bestehen aus gelbbraunen Mauerziegeln im Fließverband. Der Anbau steht auf einem Fundament aus Beton, das Fundament des Altgebäudes besteht aus Granitblöcken. Darüber hinaus gibt es dekorative Elemente wie Ecksteine und Pilaster.
Auf der Nordseite des Gebäudes befindet sich der Haupteingang. Die Verdachung ist mit Stuck dekoriert und weist ein rundes Fenster auf, unterhalb dessen ein Schild aus Mammutbaumholz das Gebäude als „JONATHAN BOURNE HISTORICAL CENTER“ kennzeichnet. Die hölzerne Eingangstür wird von ebenfalls hölzernen Pilastern flankiert, die über ionische Kapitelle verfügen. Zum Eingang führt eine breite Steintreppe mit eisernen Handläufen hinauf.
Die meisten Fenster sind im Stil des Palladianismus gehalten und verfügen über elliptische Bögen und Fensterbänke aus Granit. Die Übergänge zwischen den Fensterbögen und den Ziegelsteinen sind mit Stuck verziert. Das Fenster auf der Westseite des Gebäudes weist zentrales Element aus Buntglas auf, das den Erzengel Michael mit Schwert und Schild in einer Wandnische stehend zeigt. Das Glas des Fensters wurde in England von Clayton & Bell hergestellt.

### Innenbereiche
Die Raumaufteilung im Erdgeschoss entspricht noch heute dem Originalzustand. Von der zentralen Eingangshalle ausgehend führen Korridore zu den angrenzenden Räumen. Westlich des Eingangs befinden sich Toiletten, östlich führen eine enge Wendeltreppe hinab in das Keller- sowie eine Leiter in das nicht ausgebaute Obergeschoss. Der Hauptteil des Gebäudes ist in drei annähernd gleich große Bereiche gegliedert. Im Westen befindet sich der ehemalige Lesesaal, im Süden das ursprüngliche Buchlager (beides sind aktuell öffentliche Räume des Museums) und im Osten Büroräume des Stadtarchivs.
Der Lesesaal verfügt über ein Buntglasfenster im Stil des Palladianismus, das den Erzengel Michael zeigt. Die übrigen Fenster sind schmal, sitzen in bogenförmigen Aussparungen und besitzen tiefe Fensterbänke aus Holz. Die Südseite des Raums ziert eine Feuerstelle aus roten Ziegelsteinen mit zwei Kaminumfassungen aus Marmor. Über ihr ist eine eingerahmte Tafel aus Kupfer und Bronze mit einer Größe von 4,5 ft (1,4 m) mal 3,5 ft (1,1 m) angebracht, auf der eine gesellschaftliche Szene dargestellt ist, in der Kinder Flöte spielen und ältere Leute singen. Im oberen Bereich der Tafel befindet sich die flämische Inschrift „Soo Donde Songen Soo Pepin De Jonden“, was übersetzt etwa „Wie die Alten singen, so flöten die Jungen“ bedeutet. Der Lesesaal ist vom Nachbarraum durch eine Wand abgetrennt, in die eine große bogenförmige Öffnung eingelassen ist, die an einer 2 ft (0,6 m) hohen Theke endet.
Auf den Holzböden liegt ein vollflächiger Teppichboden, die Decken sind verputzt. Lediglich die Wände im östlichen Raum sind verputzt und weisen Verzierungen aus Stuck sowie Sockeltäfelungen aus Holz auf. Die Wände und Decke des rückwärtigen Anbaus bestehen aus Gipskarton. In der Südwand des Eingangsbereichs befindet sich innerhalb eines Steinrahmens eine ebenfalls steinerne Plakette mit der Inschrift „THE/ JONATHAN BOURNE/ PUBLIC LIBRARY/ ANO DNI 1896“. Im Lesesaal hängen zwei, im östlichen Raum vier bronzene Kronleuchter, die wahrscheinlich aus der Zeit der Elektrifizierung des Gebäudes im frühen 20. Jahrhundert stammen. Im Untergeschoss befinden sich Büro- und Lagerräume der Bourne Historical Society und der Bourne Historical Commission.

## Historische Bedeutung

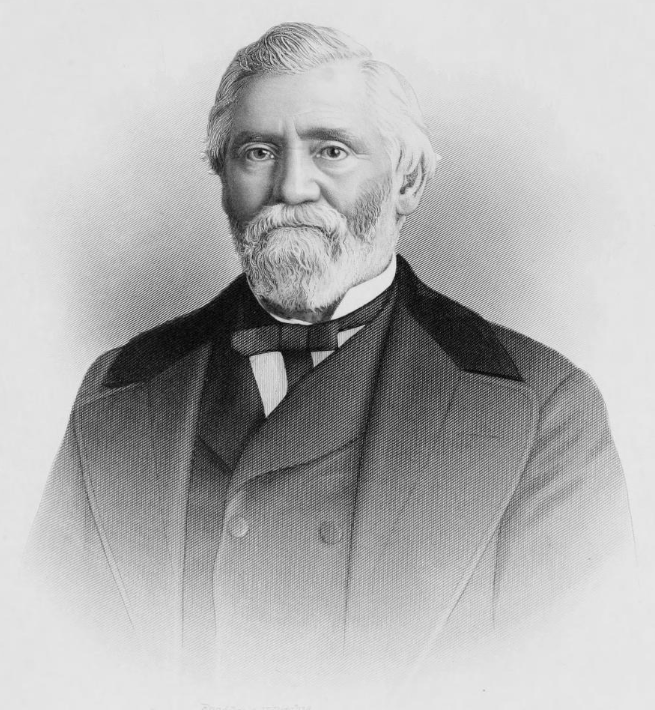
Der Namensgeber der Stadt und der Bibliothek Jonathan Bourne, 1883.

Das Gebäude erlangt insbesondere in den Bereichen Bildungswesen, Sozialgeschichte und Architektur lokale historische Bedeutung. So weist es enge Bezüge zur Einführung und Entwicklung frei zugänglicher Bibliotheken auf, die in Massachusetts in den 1840er Jahren einsetzte und sich in den darauffolgenden Jahrzehnten auf die gesamten USA ausdehnte. Massachusetts war 1890 der erste Bundesstaat, der mit der Einsetzung der Free Public Library Commission einen auf föderaler Ebene angesiedelten Ausschuss zur Organisation und Festigung des öffentlichen Bibliothekswesens schuf. Bourne zählte zu den ersten Städten, die den Ausschuss um Unterstützung baten, und erhielt aus den Finanzmitteln des Bundesstaates 100 US-Dollar (heute ca. 3.900 Dollar), um Bücher zur Erstausstattung der neuen Bibliothek zu beschaffen.
Das 1896 fertiggestellte Gebäude wurde mit finanzieller Unterstützung durch Emily Howard Bourne, der Tochter des Namensgebers der Stadt Jonathan Bourne, errichtet. In den Anfängen des öffentlichen Bibliothekswesens war es weit verbreitet, das Philanthropen den Bau und die Einrichtung der Bibliotheksgebäude finanzierten. Bis zur Errichtung des heute noch genutzten Rathauses im Jahr 1914 diente die Bibliothek zugleich als Sitz der Stadtverwaltung.
Der Bostoner Architekt des Gebäudes Henry Vaughan war bekannt für seine katholischen und episkopalen Sakralbauten im Stil der English Gothic-Architektur. Er arbeitete unter anderem als supervising architect an der Washington National Cathedral. Die Jonathan Bourne Public Library repräsentiert einen eigenen Gebäudetyp im Stil des Colonial Revival, der über eine für Bibliotheken spezifische Raumaufteilung verfügt, wie sie zu dieser Zeit als zweckmäßig angesehen wurde. Bis auf den 1954 hinzugefügten rückwärtigen Anbau, der sich jedoch nahtlos in das äußere Erscheinungsbild einfügt, ist das Gebäude vollständig im originalen Aussehen erhalten. Auch die Straßenlampen an der Zufahrt und der Fahnenmast sind exakte Nachbildungen der Originale.